# Kambrická exploze

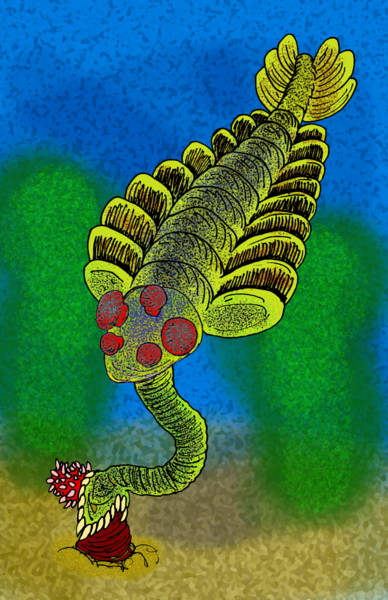
Opabinia – kambrický členovec s chobotkem

Nárůst atmosférického kyslíku umožnil rozvoj života.

Vývoj počtu rodů ukazuje, že v kambriu (Cm) nedošlo k tak významnému zvýšení jako v ordoviku (O).

Kambrická exploze je označení pro náhlý nárůst nálezů fosílií mnohobuněčných živočichů z období kambria, zhruba před 540 miliony lety. Na tento počátek prvohor se datují první nálezy mnoha dodnes známých živočišných kmenů. K explozi života došlo ve vodě. Mohla to být říční delta.

## Historie
Pojem kambrická exploze nebyl dříve používán – kreacionismus označoval vrstvu, kde se fauna objevila, jako prvotní („primordial strata“) – tak ji zmiňoval významný paleontolog William Buckland. Náhlý nárůst fosilií byl problémem pro Darwinovu evoluční teorii. Pojem kambrická exploze se ujal až koncem 20. století.

## Hypotézy
Hypotéz vysvětlujících kambrickou explozi je vícero. Mohlo jít skutečně o vznik nových fylogenetických linií (ačkoliv proti tomu mluví fakt, že známe některé kmeny i z prekambria, konkrétně z období ediakara, a ty mohly být čilé) – evoluční radiace. V době před 550 miliony let patrně vzniklo vnitřní jádro Země, a tak magnetické pole Země mohlo bránit kosmickému záření. Nárůst velikosti a komplexnosti mohl způsobit nárůst kyslíku v atmosféře a vodě, ale ten v ediakaře patrně nenastal. Nárůst kyslíku mohly způsobit samotné organismy. Tento nárůst umožnil, že kolagen začal více vázat buňky k sobě. Za nárůstem koncentrace kyslíku mohla stát desková tektonika. Ovšem za nárůsty kyslíku nemusely být biologické či tektonické procesy, ale jen chemické cykly. Uvažuje se ale i, že je kambrická exploze možná způsobená jen zvýšením počtu organismů schopných fosilizace, tzn. že při kambrické explozi došlo jen ke vzniku dostatečně velkých živočichů s tvrdou kostrou či schránkou. Jednobuněčné krytenky a nálevníci se podle nálezů objevili před 736 milióny let. Mnohobuněčné organizmy lze nalézt už před 635 milióny let (z té doby pochází i geny složitějšího chování), ale mohli se formovat už před 800 milióny let. Tou dobou také vzrostla koncentrace mědi, která je důležitým článkem v procesu dýchání (cytochrom c oxidáza). Navrhována je tak například avalonská exploze. Mnohobuněčné organizmy se známkami pohybu však mohou být i přes 2 miliardy let staré. Jiné vysvětlení spočívá ve skutečnosti, že směrem k přítomnosti přibývá nálezů fosílií, protože je vyšší pravděpodobnost, že se tyto fosílie zachovají.
Zalednění v neoproterozoiku mohla být i globální, jak se domnívá teorie sněhové koule, ale spíše globální nebyla. Exploze života blízká tomuto období bývá dávána do souvislosti se zaledněním, kterému mohou být připisovaná hromadná vymírání, ale i rozvoj života. V chladnější vodě se totiž rozpustí více kyslíku, který je pro rozmach organismů důležitý. V toniénu se jedná o ne příliš prokázané kaigasské zalednění (před 780 až 735 milióny let). V kryogénu o zalednění sturtianské (před 715 až 680 či 643 milióny let) a marinojské (před 650 až 635 milióny let). V ediakaře o zalednění gaskierské (před 579 milióny let) a bajkonurské (před 547 milióny let).
V kambriu však existovalo jen málo druhů. Koncentrace kyslíku v atmosféře postupně klesala, ale zhruba před 500 milióny let prudce vzrostla (SPICE událost) díky planktonu. Velká biodiverzifikace (evoluční radiace) nastala až v následném ordoviku (GOBE událost) přibližně před 465 miliony let, kterou způsobila změna klimatických cyklů (Milankovičovy cykly). Nárůst počtu druhů uprostřed ordoviku záhy následovalo velké vymírání ordovik–silur.